# إيلين فرنسيس ماسون
إيلين فرنسيس ماسون (بالإنجليزية: Ellen Francis Mason)‏ هي مترجمة وكاتِبة أمريكية، ولدت في 24 يونيو 1846، وتوفيت في 1930 في بوسطن في الولايات المتحدة.